# Jest (JavaScriptフレームワーク)
Jestは、Jasmineの上に構築され、Meta（旧Facebook）によってメンテナンスされているJavaScriptのテストフレームワークである。

## 解説
Christoph Nakazawaによって設計・開発され、シンプルさと大規模なWebアプリケーションのサポートに重点を置いている。Babel、TypeScript、Node.js、React、Angular、Vue.js、Svelteを使用するプロジェクトで動作する。Jestは、テストフレームワークを初めて使用するユーザーのために、多数の設定が必要ないように作られている。

## 使い方とテストの例

### インストール
JavaScriptのパッケージマネージャーnpmを使用して、JestをNode.jsにインストールする。
```
$
 
npm
 
install
 
--save-dev
 
jest

```

### 例
この例では、次のようなsum.jsとして保存されたモジュールのテストケースを作成する。
```
function
 
sum
(
a
,
 
b
)
 
{

  
return
 
a
 
+
 
b
;

}

module
.
exports
 
=
 
sum
;

```

以下のテストケースは、Jestがsum.jsのテストケースとして自動的に選択できるように、sum.test.jsという名前のファイルとして作成する。
テストケースのファイルの内容は次のようになる。
```
const
 
sum
 
=
 
require
(
'./sum'
);

test
(
'adds 1 + 2 to equal 3'
,
 
()
 
=>
 
{

  
expect
(
sum
(
1
,
 
2
)).
toBe
(
3
);

});

```

次に、コマンドラインで次のコマンドを実行する。
```
$
 
npm
 
run
 
test

```

これにより、テストが実行され、結果がコマンドラインに出力される。